# Салиха (имя)
Салиха (араб. صالح ‎) — женское имя арабского происхождения, в переводе с арабского означает «праведная», «благочестивая»
, «хорошая», «добрая».
Распространено у многих народов, исповедующих ислам.

## Известные носительницы имени
- Салиха Наджие Ханым-эфенди — жена османского султана Абдул-Хамида II и мать двоих его детей.
- Салиха Себкати-султан — наложница османского султана Мустафы II, мать султана Махмуда I.